# Râul Răchita, Volovăț
Râul Răchita este un curs de apă, afluent al râului Volovăț. 

## Hărți
- Harta județului Botoșani